# Die Ungehorsame
Die Ungehorsame ist ein deutsches Filmdrama, das in Sat.1 am 31. März 2015 erstausgestrahlt wurde. Die Handlung thematisiert häusliche Gewalt. In den Hauptrollen sind Felicitas Woll als Ehefrau Leonie Keller, Marcus Mittermeier als Ehemann Alexander Keller und Alina Levshin als Pflichtverteidigerin Anna Gottwald zu sehen.

## Handlung
Alexander Keller liegt tot in der Küche. Neben ihm seine Frau Leonie, die die Polizei gerufen und die Tat gestanden hat. Hat sie kaltblütig gemordet, war es Totschlag oder Notwehr?
Die Pflichtverteidigerin Gottwald kommt der Geschichte ihrer Mandantin auf die Spur: Leonie, welche einen Sohn aus einer früheren Beziehung hat, wurde jahrelang von ihrem Mann körperlich und seelisch misshandelt. Anfangs entschuldigte sich Alexander und war nach seinen Attacken stets besonders lieb zu seiner Frau und auch zu seinem Stiefsohn. Doch die Vorfälle nahmen zu, er kontrollierte Leonie nach ihren Einkäufen und Telefonaten, schirmte sie von ihren Freunden ab, vergewaltigte sie und reduzierte ihre Kontakte zur Außenwelt. 
Der Versuch, mit ihrem Sohn das Haus zu verlassen scheiterte und Alexander kündigte danach an, eher alle umzubringen, als dies noch einmal zuzulassen. Aus Angst um ihren Sohn unternahm sie keinen erneuten Fluchtversuch.
Am Abend der Tat kam es zu erneuten Gewalttaten und Leonie wurde von Alexander beinahe zum Tode gewürgt. Nach ihren Angaben griff sie in Todesangst zu einer Tranchiergabel und stach ihrem Mann in den Hals, wodurch dieser letztendlich starb.
Es gibt aber immer wieder Ungereimtheiten bei ihren Aussagen. Am Ende gesteht Leonies Sohn Jonas, alles mitbekommen und seinen Stiefvater mit der Gabel erstochen zu haben, um das Leben seiner Mutter zu retten.
Aus einem mütterlichen Schutzinstinkt hatte Leonie die Tat auf sich genommen und wird am Ende freigesprochen.

## Hintergrund
Eine Erfahrung aus dem privaten Umfeld motivierte den Produzenten Ivo-Alexander Beck zu diesem Film. Aus diesem Grund spielt auch der Aspekt, dass das soziale Umfeld die Zeichen nicht erkennt, eine bedeutende Rolle.
Die Ungehorsame erzählt von einer anfänglich harmonischen, sich mehr und mehr verändernden Beziehung, die in Misshandlungen mündet. Kühl und retrospektiv montiert sich die Handlung um die im Mittelpunkt stehende Gerichtsverhandlung, deren Ziel die Verurteilung der Ehefrau des Ermordeten ist. Es muss eine Entscheidung gefällt werden, ob es sich um Totschlag oder Notwehr handelt. Dem Tatverlauf auf der Spur, eröffnet sich dem Zuschauer das ganze Feld der ehelichen Allianz, sowohl die Harmonie am Anfang, als auch die Irritation der Veränderung und das Entsetzen bei der Ausübung von Gewalt. Obwohl Misshandlungen nicht direkt gezeigt werden, ist der Zuschauer im Zentrum des Geschehens. Wichtig war dem Produzenten darzustellen, dass eine starke, unabhängige Frau durch häusliche Gewalt in eine Opferrolle gerät, derer sie sich schämt. Dadurch isoliert, verliert sie ihren Selbstwert und gleitet in eine Inkompetenz zu jeglichem Handeln ab. Ihre psychische Verfassung schreit nach Befreiung.
Die Ungehorsame ist eine Produktion der ninety minute film, an dessen Ende auf das Hilfetelefon für Frauen verwiesen wird. Die Erstausstrahlung erfolgte im Rahmen eines Thementages zu häuslicher Gewalt am 31. März 2015 um 20:15 Uhr auf Sat1. Anschließend um 22:15 Uhr sendete Sat1 eine Dokumentation, in der betroffene Frauen über Erfahrungen mit häuslicher Gewalt, und Experten über Gewaltprävention sprachen. Im Rahmen des 3sat-Zuschauerpreis wurde der Film am Mittwoch, 25. November 2015 um 21.45 Uhr auf 3sat gezeigt. Per Zuschauervoting gewann Die Ungehorsame den 3sat-Zuschauerpreis 2015.

## Auszeichnungen
Fernsehfilmfestival Baden-Baden 2015
- 3sat-Zuschauerpreis

Bayerischer Fernsehpreis 2015
- Beste Schauspielerin in den Kategorien Fernsehfilme, Serien und Reihen für Felicitas Woll

Deutscher Fernsehkrimipreis 2016
- Publikumspreis